# Жирецкая, Людмила Павловна
Людми́ла Па́вловна Жире́цкая (27 мая 1932, Уржум, Нейский район, Ивановская Промышленная область, РСФСР, СССР ― 4 сентября 2001, Йошкар-Ола, Марий Эл, Россия) ― советская и российская актриса театра. Актриса Республиканского русского театра драмы Марийской АССР (ныне Академический русский театр драмы имени Г. Константинова) (1966―2001). Заслуженная артистка РСФСР (1986). Народная артистка Марийской АССР (1975). Лауреат Государственной премии Марийской АССР (1974).

## Биография
Родилась 27 мая 1932 года в с. Уржум ныне Костромской области в рабочей семье.
В 1955 году окончила актёрскую студию при Оренбургском драматическом театре. С 1957 года работала в театрах Оренбурга, Ижевска, Томска, Днепропетровска, Воркуты, Бреста, города Бельцы в Молдавии.
С 1966 года ― одна из ведущих актрис Республиканского русского театра драмы Марийской АССР (ныне Академический русский театр драмы имени Г. Константинова), где проработала вплоть до последних дней жизни. В этом театре играла как драматические, так и комедийные роли.
В 1974 году она стала лауреатом Государственной премии Марийской АССР. В 1975 году ей присвоено звание «Народная артистка Марийской АССР». В 1986 году ей присвоено почётное звание «Заслуженная артистка РСФСР».
Ушла из жизни 4 сентября 2001 года в Йошкар-Оле.

## Основные роли
Список основных ролей Л. П. Жирецкой
- Дездемона («Отелло», У. Шекспир)
- Царица Ирина («Царь Фёдор Иоаннович», А. Толстой)
- Ниса («Дурочка», Лопе де Вега)
- Нэнси («Замок Броуди», А. Кронин)
- Сююмбике («Марш Акпарса», А. Крупняков)
- Наталья Гавриловна («Гнездо глухаря», В. Розов)
- Марго («Загадка дома Вернье», А. Кристи и Р. Том)
- Прокула («Царь Иудейский», К. Романов)

## Признание
- Заслуженная артистка РСФСР (14 июля 1986)[1][2][4]
- Народная артистка Марийской АССР (1975)[1][2][4]
- Заслуженная артистка Марийской АССР (1970)[1][2]
- Государственная премия Марийской АССР (1974)[1][2] ― за исполнение роли царицы Ирины в спектакле «Царь Фёдор Иоаннович»
- Почётная грамота Президиума Верховного Совета Марийской АССР (1982)[1][2]